# Віслава Шимборська
Вісла́ва Шимбо́рська (пол. Maria Wisława Anna Szymborska; 2 липня 1923, Бнін — 1 лютого 2012, Краків) — польська поетеса, есеїстка, літературна критикиня і перекладачка; співзасновниця Товариства польських письменників (1989), член Польської академії знань (1995), лауреатка Нобелівської премії з літератури (1996), відзначена Орденом Білого Орла (2011).
Віслава Шимборська дебютувала на сторінках видання «Dziennik Polski» віршем «Шукаю слова» (Szukam słowa) 1945 року. 1952 року у видавництві «Czytelnik» видала першу збірку поезії «Ось чому ми живемо» (Dlatego żyjemy), того ж року стала членом Спілки письменників Польщі. У 1953–1966 роках була керівником відділу поезії тижневика «Życie Literackie», згодом у 1967–1981 роках публікувала там фейлетони, які писала до 2002 року. 1983 року почала співпрацю з виданням «Tygodnik Powszechny». З 1988 року була членкинею ПЕН-клубу, з 2001 — почесною членкинею Американської академії мистецтв та літератури.

## Життєпис
Її матір'ю була Анна Марія (до шлюбу Роттермунд, 1890–1960), а батьком Вінцентій Шимборський, управитель закопанських та курницьких володінь графа Владислава Замойського. В січні 1923 року батьки переселилися з Закопаного до Ку́рника з метою впорядкувати тамтешні фінансові справи графа, через що Віслава народилася у Бніні (тепер район Ку́рника). З 1924 року родина Шимборських мешкала в Торуні, з 1929 — у Кракові на вулиці Радивилівській. Там же Віслава відвідувала спершу Початкову школу ім. Юзефи Йотейко, а згодом — Гімназію Сестер урсулинок.
З початком Другої світової війни продовжила навчатися таємно, а з 1943 року почала працювати клерком на залізниці, аби уникнути вивезення до Німеччини. В той же час уперше виконала ілюстрації до книжки (підручник англійської мови First steps in English Яна Станіславського) і почала писати оповідання, іноді — вірші.
З 1945 року брала участь у літературному житті Кракова, до 1946 року належала до літературного угруповання «Inaczej». За пізнішими спогадами, найбільше враження на неї справив Чеслав Мілош. Того ж року вступила на полоністику в Яґеллонському університеті, аби згодом перейти на соціологію. Втім через матеріальну скруту покинула навчання. 
У квітні 1948 року одружилася з Адамом Влодкою. Оселилися в Домі Письменників на вулиці Крупничій, проте вже 1954 року розлучилися. Була пов'язана з письменником Корнелем Філіповичем (з 1969 до його смерті в 1990), хоча їх не зв'язували ані шлюб, ані спільне помешкання. 
Проводила семінари поезії на літературно-мистецьких студіях Яґеллонського університету. 1953 року підписалася під Резолюцією Спілки письменників Польщі, що підтримала арешт на сфабрикованих підставах католицьких духівників, судовий процес над якими отримав назву «Краківський процес».
До 1966 року входила до ПОРП. 1957 року Шимборська зав'язала контакти з паризькою «Культурою» і Єжи Ґедройцем. 1964 року потрапила до списку підписантів сфальшованого владою протесту проти Радіо «Свобода».
1975 року підписала протестний лист 59, у якому провідні польські інтелектуали протестували проти змін до конституції, які проголошували керівну роль ПОРП та вічний союз із СРСР.
В листопаді 2011 року Віслава Шимборська пережила складну операцію. Померла 1 лютого 2012 року уві сні у власному будинку в Кракові. Інформацію про смерть Шимборської передав її секретар Міхал Русінек. Урну з прахом поетеси поховали 9 лютого у Кракові.

## Літературна творчість

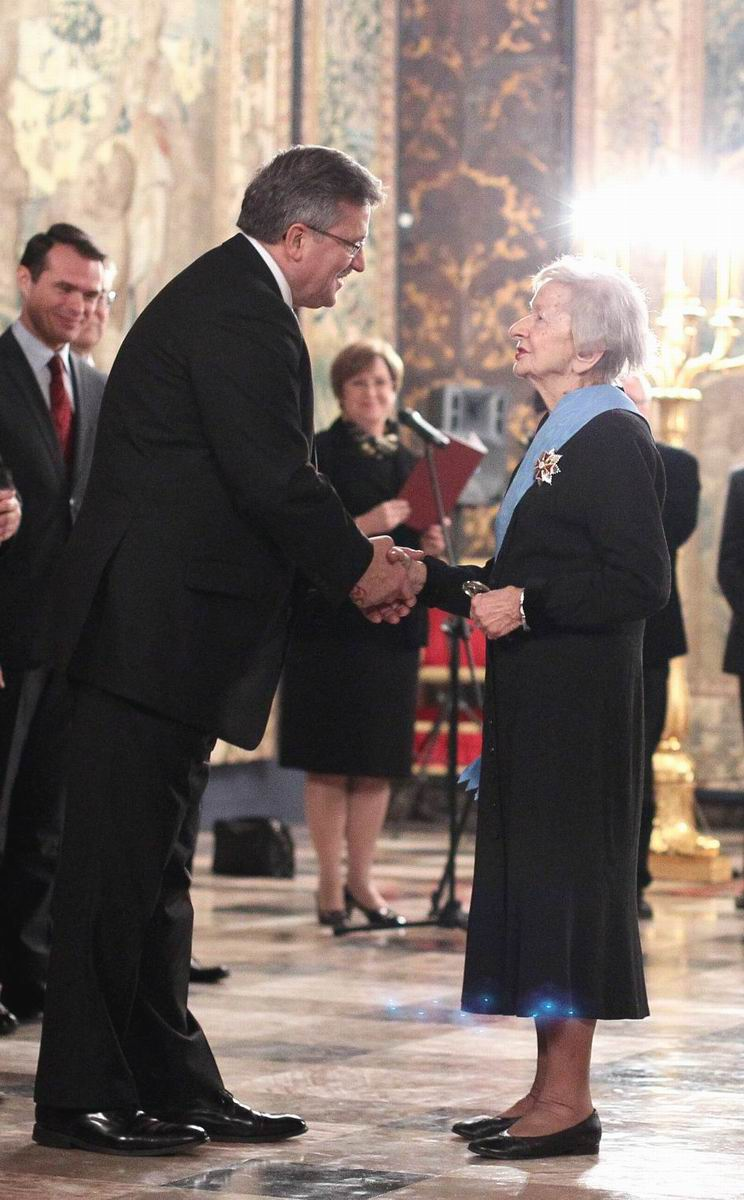
Віслава Шимборська отримує Орден Білого Орла з рук президента Броніслава Коморовського (Краків, 17 січня 2011).

Перші вірші опублікувала у виданні «Dziennik Polski», згодом — у «Walka» та «Pokolenie». В той час Шимборська була пов'язана з осередком соціалістичних реалістів. В 1947-1948 роках була секретаркою освітнього двотижневика «Świetlica Krakowska», де займалася зокрема ілюстраціями до книг.
1949 року першу збірку віршів Шимборської «Вірші» (за іншими даними, «Пошиття прапорів») не допустили до друку, оскільки «не відповідала соціалістичним вимогам». Книжковим дебютом стала видана 1952 року збірка «Ось чому ми живемо» (Dlatego żyjemy). Відтак Шимборську прийняли до Спілки письменників Польщі. Була також членом Товариства польських письменників. У 1953-1981 роках була членом редакції видання «Życie Literacki», де з 1968 року вела рубрику «Додаткові лекції» (Lektury nadobowiązkowe), які пізніше також було опубліковано у форматі книги. У 1981-1983 роках входила до складу редакційної колегії краківського місячника «Pismo».
Шимборська була нерозривно пов'язана з Краковом і багаторазово підкреслювала свою прив'язаність до цього міста.
У творчості Віслави Шимборської важливе місце займали також лімерики, через що вона входила до Ложі лімериків, президентом якої є її секретар Міхал Русінек. 
Належить до найбільш перекладаних польських авторів. Її книги перекладали на 42 мови.

## Критика
Найчастіше Шимборську критикували за лояльність до ПНР.
В лютому 1953 року разом із іншими 52 особами світу культури підписала так звану Резолюцію Спілки письменників Польщі у Кракові у справі краківського процесу. Підписання резолюції було на руку комуністичній владі, що в показовому процесі над священиками краківської курії, звинувачених у діяльності на користь США, хотіла продемонструвати свою силу щодо незалежних структур Католицької церкви в Польщі. Маніфест мав заохотити владу до прискорення виконання смертних вироків, звідки виникло звинувачення, що письменниця має кров на пері.
Деякі вірші Шимборської підтримують ленінізм і сталінізм. Наприклад, в одному з віршів зі збірки «Ось чому ми живемо» вона назвала Леніна «Адамом нового людства».

## Основні збірки поезій
- «Чому ми живемо» (1952),
- «Волання до Єті» (1957),
- «101 вірш» (1966),
- «Вибрані поезії» (1967),
- «Велика кількість» (1976),
- «Люди на мосту» (1986),
- «Кінець і початок» (1993),
- «Сто віршів — сто втіх» (1997),
- «Мить» (2003),
- «Двокрапка» (2005), Літературна нагорода «Ніке» 2006 року (вибір читачів),
- «Вистачить» (2012).

## Українські переклади
Вірші Шимборської перекладали: Дмитро Павличко, Григорій Кочур, Ярина Сенчишин , Наталя Сидяченко, Станіслав Шевченко, Леонід Череватенко, Олександр Гордон, Анатолій Глущак.